# Incidentul OZN din Mexic în 2004
În data de 13 mai 2004 Jaime Maussan a prezentat un interviu cu piloți mexicani care arată și o înregistrare video în infraroșu realizată de la o patrulă militară aeriană pe 05 martie 2004 împotriva contrabandei de droguri.
Se pot observa niște sfere foarte calde care se deplasează haotic, aparent cu mare viteză.
Obiectele nu au putut fi văzute cu ochiul liber, nici echipajul la bord, nici personalul de la sol nu a confirmat orice contact radar cu obiectele în cauză.
Echipajul, cu toate acestea, a avut un contact radar anterior cu un obiect în mișcare, la 60 mph, care mai târziu a fost descris ca un singur camion aflat pe autostrada de sub ei.